# Альберто Ріволта
Альберто Ріволта (італ. Alberto Rivolta, 4 листопада 1967, Ліссоне — 3 листопада 2019, Монца) — італійський футболіст, що грав на позиції захисника.
Чемпіон Італії.

## Клубна кар'єра
Народився 4 листопада 1967 року в місті Ліссоне. Вихованець юнацьких команд футбольних клубів «Про Ліссоне» та «Інтернаціонале».
У дорослому футболі дебютував 1985 року виступами за команду «Інтернаціонале», в якій провів два сезони, взявши участь у 3 матчах чемпіонату. 
Згодом з 1987 по 1988 рік грав у складі команд «Парма» та «Козенца».
Своєю грою за останню команду знову привернув увагу представників тренерського штабу клубу «Інтернаціонале», до складу якого повернувся 1988 року. Цього разу відіграв за «нераззуррі» наступні два сезони своєї ігрової кар'єри.
Протягом 1990—1992 років захищав кольори клубів «Ліворно» та «Сереньо».
Завершив ігрову кар'єру у команді «Про Ліссоне», за яку виступав протягом 1993 року.

## Виступи за збірну
У 1987 році дебютував у складі юнацької збірної Італії (U-20).
Помер 3 листопада 2019 року на 52-му році життя у місті Монца.

## Титули і досягнення
- Чемпіон Італії (1):

«Інтернаціонале»: 1988-1989